# Universidad internacional de Brighton
La Universidad internacional de Brighton - Escuela de Medicina es una institución con autorización definitiva dictada por el Ministerio de Educación de la República de Senegal en el occidente de África. UIB es la primera universidad y la primera Escuela de Medicina en prestar servicio al sur de la capital del país, Dakar, en la región de Casamance. Hay por lo menos una oficina administrativa en Boca Ratón, Florida (Estados Unidos de América).